# Pokolj u Likošanima
Pokolj u Likošanima je ubojstvo nekoliko članova obitelji Ahmeti u selu Likošane na Kosovu, počinjeno 28. veljače 1998., od strane srpske specijalne policije.
Amnesty International je prvobitno izvijestio da je 10 članova obitelji Ahmeti izvansudski pogubljeno od strane srpske policije. Ova organizacija je također izvijestila da na zidovima kuće obitelji Ahmetija napisano sljedeće upozorenje: "To je ono što će se dogoditi i sljedeći put, također".Obitelj Ahmeti je bila najutjecajnija obitelj u selu Likošani, a vjerojatno i u cijeloj Drenici. Uoči policijske akcije obitelj je imala 43 člana, preživjelo je trideset troje žena i djece. Svih deset odraslih muškaraca je likvidirano. Najstariji Ahmet Ahmeti imao je 50 godina, najmlađi Elhamet Ahmeti šesnaest. Navodno, neposredan povod za pokolj je bio napad koji je Oslobodilačka vojska Kosova izvršila na srpsku policiju, postavivši im zasjedu na putu između Glogovca i Srbice. Odgovarajući na zasjede OVK, srpske snage su napale dva susjedna sela, Ćirez i Likošane. 

Nataša Kandić iz beogradskog Fonda za humanitarno pravo, optužuje Danicu Marinković, bivšu istražnu sutkinju Okružnog suda u Prištini, za ova ubojstva. Kandićka navodi da su neki od bivših policajaca posvjedočili da je 
 Prema navodima, Danica Marinković je došla, kao istražni sudac, provesti istragu na licu mjesta. Gomila tijela je ležalo okolo kuće obitelji Ahmeti, od kojih su neka još uvijek davala znake života. U prisustvu oko 30 članova Specijalne antiterorističke jedinice (SAJ), ona je navodno rekla: "Ja ih ne vodim - ubijte ih!", i žrtve su dokrajčene oružjem Hekler. Kao odgovor, Danica Marković je optužila Natašu Kandić za klevetu.
Dana 1. ožujka 1998., 14 leševa je odnijeto mrtvačnicu u Prištini. Nije bilo istrage i istražni sudac nije naložio izvršavanje obdukcije. Nakon što su leševi identificirani, tijela je preuzela rodbina. Obitelj je teškom mukom uspjela dobiti njihova tijela iz mrtvačnice u Prištini. Neki pripadnici srpske policije koji su sudjelovali u operaciji Likošane su rekli da su puške i bombe naknadno postavljene pored leševa koji su fotografirani, nakon čega je javnost o tome obaviještena.
3. ožujka 1998. godine, na sahrani žrtava pokolja u Dreničkom selu Likošani se okupilo preko 50.000 ljudi, iako je policija već u jutarnjim satima blokirala prilazne puteve području Drenice, a novinare vraćala s punktova. Ukupno je sahranjeno 24 tijela ubijenih u dreničkim selima Ćirez i Likošane. Drenički masakri su predstavljali prekretnicu u kosovskoj krizi i označili početak ratnog sukoba. Ova ubojstva su radikizirale kosovske Albance i omasovili redove OVK-a, koji je nakon toga počeo prerastati u "organizirani narodni pokret otpora" protiv vlasti u Beogradu. Mnogi Albanci koji su bili pristalice Rugovine politike nenasilja nakon ovoga su se okrenuli oružanom otporu.
Nakon ovih događaja su uslijedili prosvjedi međunarodnih predstavnika zbog prekomjerne upotrebe sile srpskih snaga nad albanskim civilima na Kosovu i zločina u albanskim selima Likošani i Ćirez. Na zahtjev javnog tužitelja istražni sudac Prvog općinskog suda u Beogradu pokrenuo je istražne radnje protiv Dejana Anastasijevića, novinara tjednika "Vreme", zbog teksta pod naslovom "Krvavi vikend u Dreničkom kraju", objavljenog 17. ožujka 1998., koji se bavi masakrom nad albanskim civilima u kosovskom selu Likošani u području Drenice.

## Poveznice
- Kosovski rat
- Masakri u Drenici
- Ratni zločini u Kosovskom ratu

## Vanjske poveznice
- NEDOPUSTIVE POLICIJSKE AKCIJE NAD CIVILIMA  Arhivirana inačica izvorne stranice od 3. studenoga 2010. (Wayback Machine)